# Aatos Erkko
Aatos Juho Michel Erkko (16. září 1932, Helsinky – 5. května 2012, Helsinky) byl finský novinář, nakladatel, jeden z nejbohatších lidí ve Finsku a většinový vlastník mediální společnosti Sanoma. Během vedení společnosti provedl řadu reforem, díky kterým se Sanoma stala přední finskou mediální společností a Helsingin Sanomat jedním z nejkvalitnějších periodik v severských zemích.

## Životopis
Aatos Erkko se narodil 16. září 1932 v Helsinkách. Jeho otec, Eljas Erkko, byl novinář a politik a jeho dědeček, Eero Erkko, byl rovněž novinář a zakladatel deníku Päivälehti, předchůdce dnešního Helsingin Sanomat. Vystudoval žurnalistiku na Kolumbijské univerzitě v USA a získal titul Master of Science.

Svou kariéru začal ve společnosti Sanoma v roce 1953, kdy se stal přímo šéfredaktorem novin Viikkosanomat. Poté v letech 1961–1970 se stal šéfredaktorem Helsingin Sanomat a v letech 1970–1989 vydavatelem deníku Ilta-Sanomat. Zároveň byl generálním ředitelem a předsedou společnosti Sanoma, které všechny tyto periodika vydává. 

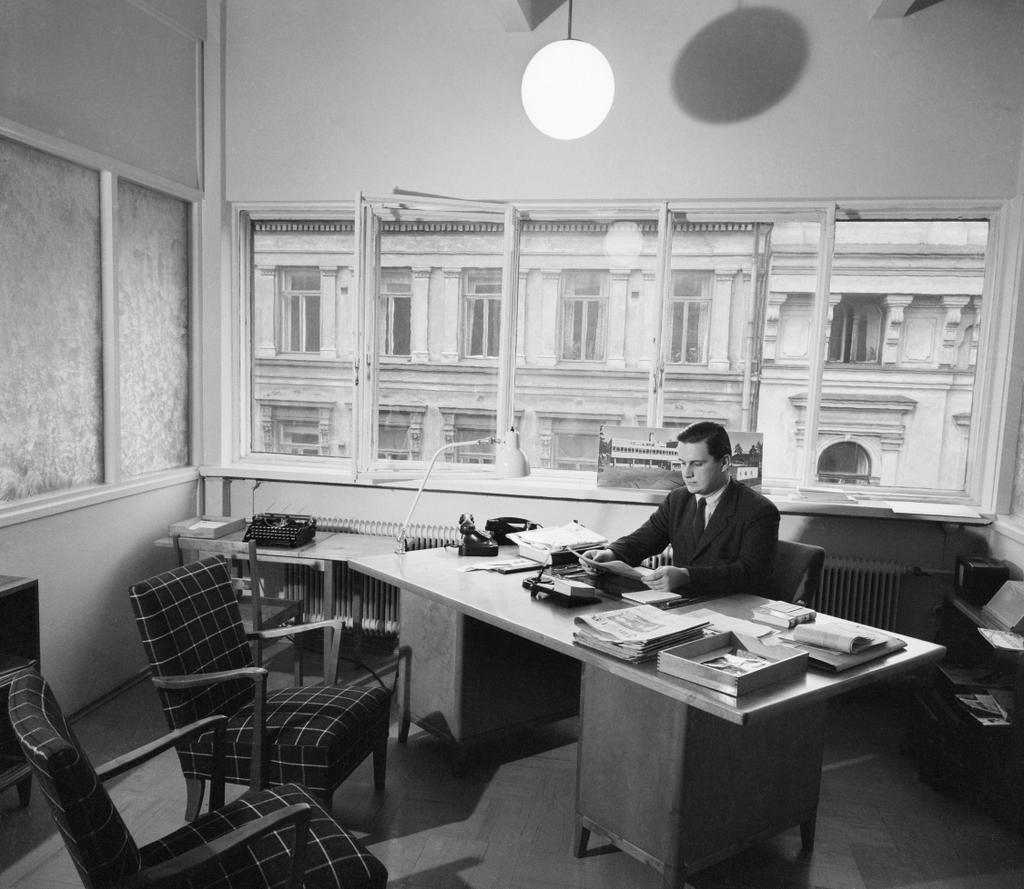
Aatos Erkko

V roce 1959 se oženil s Jane Erkko, se kterou však nikdy neměl žádné děti. Během svého života byl několikrát vyznamenán, např. Řádem bílé růže (1980) nebo Řádem britského impéria (1997). 5. května 2012 zemřel ve věku 79 let v helsinské nemocnici po dlouhé nemoci.